# Provincia de Savonia y Kymmenegård

Provincia de Savonia y Kymmenegård (número 4) en Finlandia.

Savonia y Kymmenegård (en sueco: Savolax och Kymmenegårds län, en finés: Kymenkartanon ja Savon lääni) fue una provincia de Suecia desde 1747 hasta 1775.
En 1743, tras la guerra ruso-sueca (1741-1743), parte de la provincia de Kymmenegård y Nyslott, incluida la ciudad de residencia de Villmanstrand, fue cedida a Rusia en el tratado de Åbo. La parte restante de la provincia se fusionó en 1747 con algunos territorios de la de Nyland y Tavastehus para crear la provincia de Savonia y Kymmenegård. La nueva ciudad de residencia fue Loviisa.
En 1775, la provincia se dividió en las de Savonia y Carelia y de Kymmenegård.

## Gobernadores
- Henrik Jacob Wrede af Elimä (1747-1753)
- Anders Johan Nordenskjöld (1753-1756)
- Otto Wilhelm De Geer (1757-1765)
- Anders Henrik Ramsay (1765-1774)

- Datos: Q2991421